# ميكاه جونسون (لاعب كرة قاعدة)
ميكاه جونسون (بالإنجليزية: Micah Johnson)‏ هو لاعب كرة قاعدة أمريكي، ولد في 18 ديسمبر 1990 في إنديانابوليس في الولايات المتحدة.

## وصلات خارجية
- ميكاه جونسون على موقع دوري كرة القاعدة الرئيسي (الإنجليزية)
- ميكاه جونسون على موقعبيزبول رفرنس.كوم (الدوري الرئيسي) (الإنجليزية)
- ميكاه جونسون على موقعبيزبول رفرنس.كوم (الدوري الثانوي) (الإنجليزية)
- ميكاه جونسون على موقع إي إس بي إن.كوم (أم.أل.بي) (الإنجليزية)
- ميكاه جونسون على موقع مشجعي الرسوم البيانية (الإنجليزية)